# امامزاده داود (مقاطعة دالاهو)
امامزاده‌داود (بالفارسية: امامزاده‌داود) هي قرية تقع في قسم بان‌زرده الريفي (مقاطعة دالاهو) في إيران.